# Yoann Touzghar
Yoann Touzghar (ar. يوهان توزغار; ur. 28 listopada 1986 w Awinionie) – tunezyjski piłkarz grający na pozycji napastnika. Od 2018 jest zawodnikiem klubu Troyes AC.

## Kariera klubowa
Swoją piłkarską karierę Touzghar rozpoczynał w juniorach takich klubów jak AS Monaco i AS Cannes. W 2005 roku został zawodnikiem RC Grasse i grał w nim do 2010 roku. W 2009 roku awansował z nim z szóstej do piątej ligi. W 2010 roku przeszedł do trzecioligowego Amiens SC. Zadebiutował w nim 13 sierpnia 2010 w wygranym 1:0 domowym meczu z SR Colmar. W sezonie 2010/2011 awansował z nim do Ligue 2, a w sezonie 2011/2012 spadł z nim do Championnat National.
W sierpniu 2012 Touzghar przeszedł do RC Lens. Swój debiut w nim zaliczył 24 sierpnia 2012 w zremisowanym 1:1 wyjazdowym meczu z Gazélec Ajaccio. W sezonie 2013/2014 wywalczył z Lens awans do Ligue 1, a w sezonie 2014/2015 wrócił z nim do Ligue 2.
W lipcu 2015 Touzghar został piłkarzem Club Africain. Zadebiutował w nim 13 grudnia 2015 w przegranym 0:1 wyjazdowym spotkaniu z Étoile Sportive du Sahel. Grał w nim przez sezon.
W lipcu 2016 Touzghar przeszedł do AJ Auxerre. Swój debiut w nim zanotował 9 września 2016 w zremisowanym 0:0 domowym meczu z FC Sochaux-Montbéliard. W Auxerre grał do stycznia 2017.
W styczniu 2017 Touzghar został piłkarzem FC Sochaux-Montbéliard. Swój debiut w nim zaliczył 4 lutego 2017 w przegranym 0:2 wyjazdowym spotkaniu ze Stade Brestois 29. Piłkarzem Sochaux był do końca sezonu 2017/2018.
W lipcu 2018 Touzghar odszedł do Troyes AC. Zadebiutował w nim 27 lipca 2018 w zwycięskim 1:0 wyjazdowym meczu z AC Ajaccio. W debiucie strzelił gola. W sezonie 2020/2021 wygrał z Troyes rozgrywki Ligue 2 i awansował do Ligue 1.
| Sezon   | Klub                   | Kraj    | Rozgrywki            | Mecze | Gole |
| ------- | ---------------------- | ------- | -------------------- | ----- | ---- |
| 2005/06 | RC Grasse              | Francja | DH Méditerranée      | ?     | ?    |
| 2006/07 | RC Grasse              | Francja | DH Méditerranée      | ?     | ?    |
| 2007/08 | RC Grasse              | Francja | DH Méditerranée      | ?     | ?    |
| 2008/09 | RC Grasse              | Francja | DH Méditerranée      | ?     | ?    |
| 2009/10 | RC Grasse              | Francja | CFA 2                | 20    | 12   |
| 2010/11 | Amiens SC              | Francja | Championnat National | 36    | 8    |
| 2011/12 | Amiens SC              | Francja | Ligue 2              | 31    | 6    |
| 2012/13 | Amiens SC              | Francja | Championnat National | 1     | 1    |
| 2012/13 | RC Lens                | Francja | Ligue 2              | 24    | 11   |
| 2013/14 | RC Lens                | Francja | Ligue 2              | 30    | 12   |
| 2014/15 | RC Lens                | Francja | Ligue 1              | 29    | 8    |
| 2015/16 | Club Africain          | Tunezja | CLP-1                | 6     | 1    |
| 2016/17 | AJ Auxerre             | Francja | Ligue 2              | 12    | 3    |
| 2016/17 | FC Sochaux-Montbéliard | Francja | Ligue 2              | 14    | 1    |
| 2017/18 | FC Sochaux-Montbéliard | Francja | Ligue 2              | 33    | 6    |
| 2018/19 | Troyes AC              | Francja | Ligue 2              | 34    | 14   |
| 2019/20 | Troyes AC              | Francja | Ligue 2              | 16    | 4    |
| 2020/21 | Troyes AC              | Francja | Ligue 2              | 36    | 16   |
| 2021/22 | Troyes AC              | Francja | Ligue 1              | 22    | 3    |

## Kariera reprezentacyjna
W reprezentacji Tunezji Touzghar zadebiutował 12 czerwca 2015 w wygranym 8:1 meczu kwalifikacji do Pucharu Narodów Afryki 2017 z Dżibuti, rozegranym w Radisie. W debiucie strzelił gola. W 2022 roku został powołany do kadry na Puchar Narodów Afryki 2021. Na tym turnieju rozegrał jeden mecz, grupowy z Mali (0:1).